# Yamamura Yuki
Yuki Yamamura (sinh ngày 1 tháng 8 năm 1990) là một cầu thủ bóng đá người Nhật Bản.

## Sự nghiệp câu lạc bộ
Yuki Yamamura đã từng chơi cho Mito HollyHock.